# Goga Sekulić
Gordana Goga Sekulić (Pljevlja, 27. veljače 1977.), crnogorska turbofolk pjevačica.

## Diskografija
- 2000. Ljubavnica
- 2001. I lepša i bolja
- 2002. Opasno po život
- 2003. Po zakonu
- 2006. Srce na pauzi
- 2008. Zlatna koka
- 2011. Ja sam probala sve
- 2014. Ponovo rođena